# Ozyptila makidica
Ozyptila makidica là một loài nhện trong họ Thomisidae.
Loài này thuộc chi Ozyptila. Ozyptila makidica được miêu tả năm 2005 bởi Hirotsugu Ono & Martens.